# Пиво-безалкогольний комбінат «Радомишль»
ПАТ "Пиво-безалкогольний комбінат «Радомишль»" — підприємство харчової промисловості України, зайняте у галузі виробництва напоїв натурального бродіння (пива та квасу). Розташоване у місті Радомишлі Житомирської області.

## Історія

### Від заснування до 2001 року
Броварню було засновано у 1906 році братами Гнатом та Франком Альбрехтами, які привезли до Радомишлю з Європи обладнання, броварські технології, а також зразки ячменю та хмелю для вирощування в місцевих умовах. Чехи за походженням, брати розпочали виробництво класичного чеського Пілснера, згодом розширивши асортимент продукції броварні за рахунок інших популярних в Європі сортів, а також розробки власних рецептур.
Після 1917 року чеські власники емігрували, а саму броварню було націоналізовано. Протягом радянського періоду броварня працювала у форматі локального пивзаводу, виробляючи уніфікований асортимент сортів пива для потреб населення Житомирської області.
Перехід до ринкової економіки у 1990-х та поява на традиційному ринку збуту броварні продукції великих національних та іноземних виробників пива стали справжнім викликом для підприємства.

### Після 2001 року

АТ Пиво-безалкогольний комбінат «Радомишль», жовтень 2009 року

У 2001 році розпочався новий етап у розвитку ПБК «Радомишль» — завод став основною виробничою базою київської корпорації «Рідна Марка». В 2001 — 2003 рр. тут було збудовано відразу 2 унікальних за своїми технічними характеристиками комплекси: з виробництва пшеничного пива та сокової продукції. Паралельно було проведено реконструкцію потужностей з виробництва ячмінного пива.
Інвестиції, зроблені у розробку та налагодження виробництва пшеничного пива, дали швидку віддачу — в 2004 р. на підприємстві було зварено пиво «Пшеничне Еталон», яке вперше в історії України було визнане найкращим у світі в своєму класі та одержало Золоті медалі обох найпрестижніших конкурсів пива: американського World Beer Cup®-2004  та європейського Brewing Industry International Awards-2004. Низька конкуренція на ринку пшеничного пива України, активна рекламна кампанія та використання у рекламних матеріалах інформації про світове визнання сорту дозволили пиву «Пшеничне Еталон» швидко захопити провідну позицію у сегменті пшеничного пива на вітчизняному ринку. Вже за підсумками 2006 року частка корпорації «Рідна Марка» у цьому сегменті українського ринку перевищила 50 %.
Протягом 2006—2008 року було введено в експлуатацію другу та третю черги виробництва — нові лінії з розливу пива та квасу, загальні потужності з виробництва яких сягнули 15 мільйонів декалітрів.
Навесні 2009 року ПБК "Радомишль" розпочав співробітництво з львівською Першою приватною броварнею, надаючи останній власні виробничі потужності для випуску пива торгових марок "Перша приватна броварня" та "Галицька корона".
Наприкінці 2011р. міжнародний холдинг Oasis CIS завершив операцію з купівлі 100% акцій групи компаній «Рідна Марка», що об'єднує пиво-безалкогольний комбінат «Радомишль» та дистриб'юторську мережу. 
У квітні 2012 р.  Oasis CIS, який вже володів пивзаводом у Радомишлі, об'єднав свої активи з українською компанією Перша приватна броварня . У результаті злиття Перша приватна броварня здійснює управління двома сучасними технологічними майданчиками у Львові та Радомишлі, загальною продуктивністю 2,3 млн. гектолітрів (2016 рік) , з єдиною структурою продажів і маркетингу . 

## Асортимент продукції

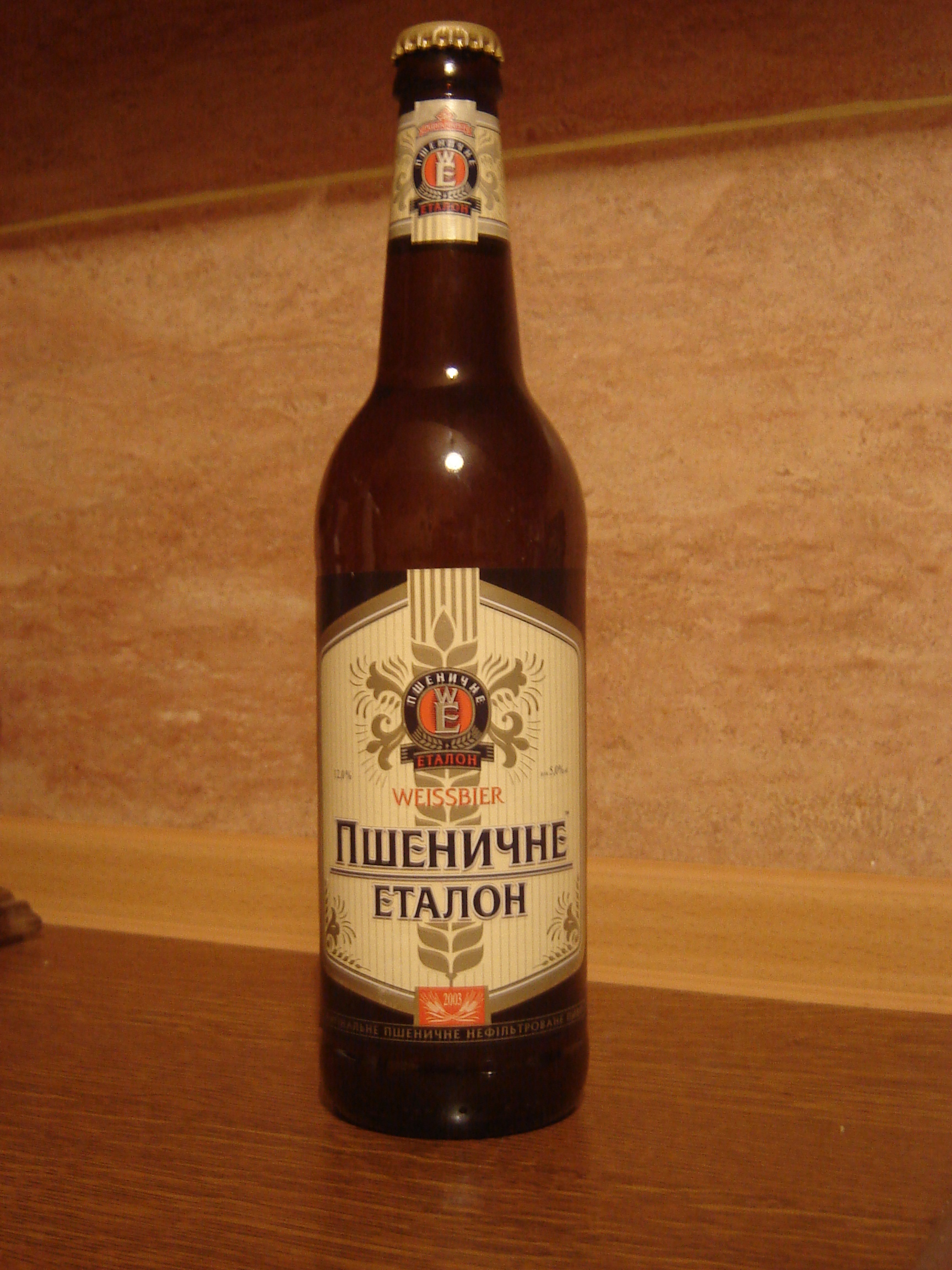
Пляшка пива «Пшеничне Еталон».

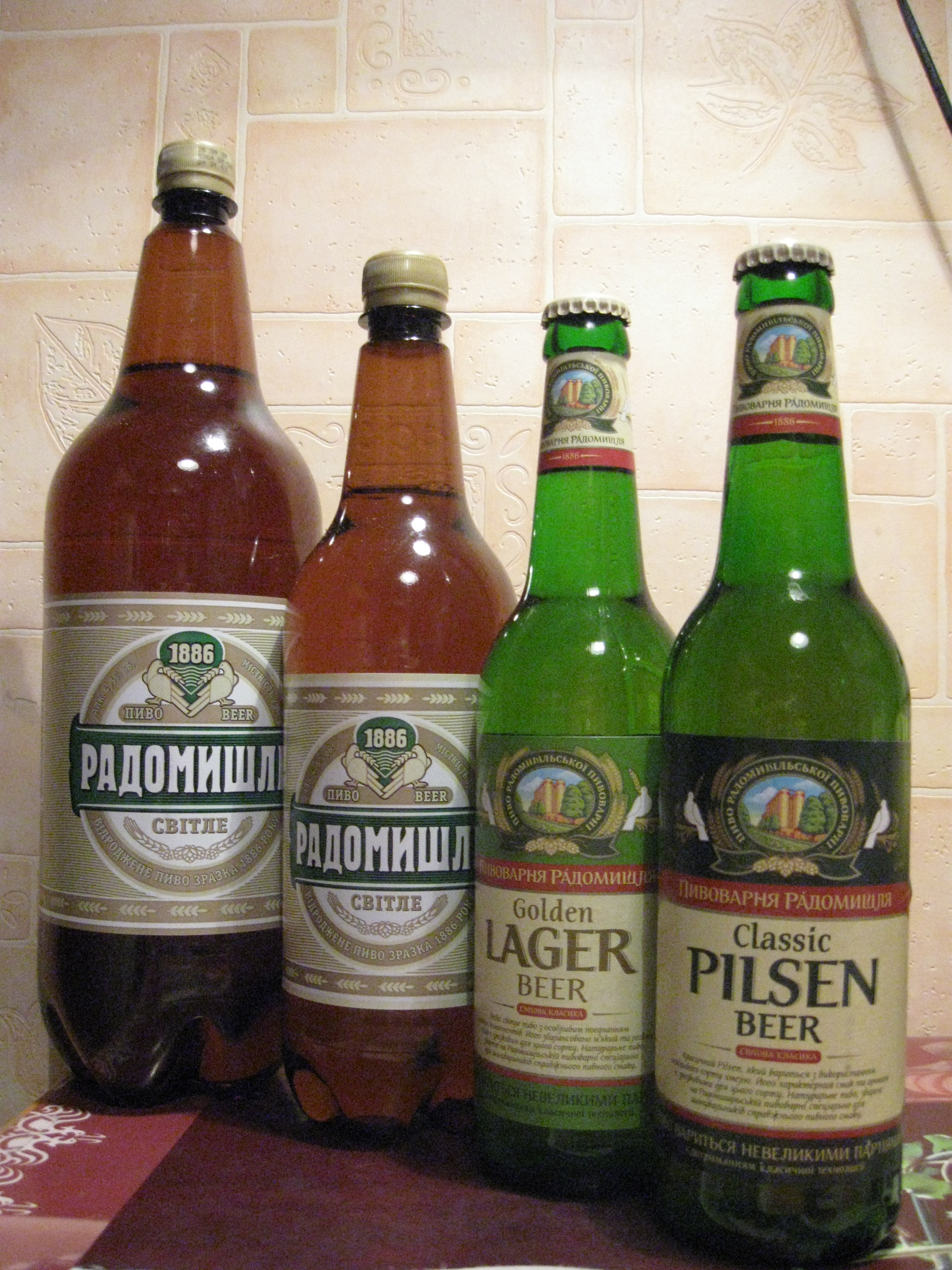
Зразки продукції броварні

Виробництво пива в Радомишлі сертифіковане за стандартами якості ISO 9001, ISO 20012.
На потужностях ПАТ ПБК “Радомишль” “Перша приватна броварня” здійснює розлив сортів пива за ліцензією – Heineken , Amstel, Bavaria, Oettinger , а також власних сортів, зокрема – ТМ “Бочкове”, “Свіжий розлив”, “Закарпатське”, “Галицька корона”, “Тетерів”, “Радомишль”, пива з серії “Привіт з Києва”. 
Крім того, на ПБК “Радомишль” виготовляються кілька власних сортів пива та безалкогольних напоїв 

### Пиво
- «Пшеничне Еталон» («Weissbier Etalon») — Густина 12 %. Алк.об. 5 %. Тара: пляшка 0,5л; кеги 30л та 50л. Виробляється з вересня 2003 року. Дизайном упаковки займалася студія графічного дизайну Intelligent Project [8].
- «Радомишль Pilsen» — Густина 12 %. Алк.об. 4,0 %. Тара: пляшки 0,5л, 1л та 2л; кег 50л.
- «Golden Lager Beer» — Густина 11 %. Алк.об. 4,5 %. Тара: пляшка 0,5л.
- «Classic Pilsen Beer» — Густина 12 %. Алк.об. 4,8 %. Тара: пляшка 0,5л.
- «Old Brown Beer» — Густина 13 %. Алк.об. 5,0 %. Тара: пляшка 0,5л.

### Безалкогольні напої
- Квас «Древлянський класичний» — Тара: пляшки 0,5л, 1л, 2л; кег 50л.
- Соки "Мрія", "Рідна марка", "Мій сік".
- Морс "Морс лісова ягода".